# Bonny Doon
Bonny Doon – jednostka osadnicza w Stanach Zjednoczonych, w stanie Kalifornia, w hrabstwie Santa Cruz.